# Plestia medusa
Plestia medusa är en insektsart som beskrevs av Ronald Gordon Fennah 1950. Plestia medusa ingår i släktet Plestia och familjen Ricaniidae. Inga underarter finns listade i Catalogue of Life.